# 莱斯特修道院
草地圣玛丽修道院（Abbey of Saint Mary de Pratis），通常称为莱斯特修道院（Leicester Abbey），是英格兰東米德蘭莱斯特的一座奧斯定會修道院。修道院由第二代莱斯特伯爵罗伯特·德·博蒙特（Robert de Beaumont）于12世纪建立，后发展成为莱斯特郡最富有的宗教场所，有30到40名黑衣修士（Black Canon）。通过赞助和捐赠，修道院获得了英格兰大量教堂的神父推荐权（Advowson），并获得了大量土地和数个庄园领主头衔。英格兰国王和教皇也给予了它政治和税收上的特别优待。不过，自14世纪后期开始，修道院财务状况每况愈下，并被迫出租其地产。随着修道院长长期的无能、腐败和奢侈，修道院终于在1535年入不敷出。
1530年，红衣主教托马斯·沃尔西在前往南方接受叛国罪审判时死于修道院。不久后的1538年，修道院被解散，并被迅速拆除，拆下来的材料用于莱斯特的其他建筑的修造，包括一座在修道院原址上建造的庄园。这座庄园经手过多个贵族，1613年被第一代德文郡伯爵收购后称为卡文迪什庄园（Cavendish House）。在英国内战期间的1645年，庄园遭到洗劫、焚毁。
修道院遗址的外围区域由第八代戴萨特伯爵捐赠给莱斯特镇议会（Leicester Town Council，今市议会）。1882年，威尔士亲王将其对外开放，即今修道院公园。剩余的32英畝（13公頃），包括修道院遗址和卡文迪什庄园遗址，由第九代戴萨特伯爵于1925年捐赠给议会，并在考古发掘后于1930年代向公众开放。1920年代和30年代的考古发掘过程中，修道院原址所在地被重新找到，并以低矮的石墙标记。莱斯特大学曾用该遗址培训考古学学生。现在，它为在册古迹和一级登录建筑。

## 扩展阅读
- James, Montague Rhodes,  (PDF), Leicester Archaeological Society
- Story, Joanna; Bourne, Jill; Buckley, Richard, , Leicester Archaeological and Historical Society, 2006  [2022-03-18], （原始内容存档于2021-05-14）